# Tom Youngs
Thomas Nicholas Youngs, detto Tom (Norwich, 28 gennaio 1987), è un ex rugbista a 15 internazionale per l'Inghilterra, per tutta la sua carriera agonistica tallonatore del Leicester.

## Biografia
Figlio di Nick, ex rugbista internazionale, e fratello maggiore di Ben, Tom, al pari di quest'ultimo, praticò minirugby al North Walsham e perfezionò la tecnica durante la permanenza alla Gresham's School dove compì gli studi superiori.
Inizialmente tre quarti centro, il tecnico delle giovanili del Leicester Dusty Hare trasformò Youngs in mediano di mischia e, successivamente, il sudafricano Heyneke Meyer, tecnico della prima squadra, lo riconvertì in tallonatore, ruolo rivestito per tutto il resto della carriera.
In formazione maggiore dal 2006, quando esordì in campionato contro il London Irish, Youngs vanta con Leicester la vittoria in quattro campionati inglesi (nel 2007, 2009, 2010 e 2013) e in una Coppa Anglo-Gallese (2007); esordiente in nazionale inglese nel corso dei test di fine anno 2012 (il debutto fu a Twickenham contro Figi), fu titolare fisso nel corso del Sei Nazioni 2013 e nel maggio successivo, dopo avere ricevuto il riconoscimento di miglior giocatore di Premiership, fu convocato da Warren Gatland nella formazione dei British and Irish Lions per il loro tour in Australia; presente in tutti i tre test match contro gli Wallabies contribuì alla vittoria per 2-1 della serie.
Uscito dal giro della nazionale dopo la Coppa del Mondo 2015 e l'avvento del nuovo C.T. Eddie Jones, Youngs fu nominato capitano del Leicester nel 2016.
In ambito internazionale rinunciò a diversi tour per assistere sua moglie Tiffany, cui nel 2014 fu diagnosticato un linfoma non Hodgkin; nel 2017 suo fratello Ben chiese di non essere convocato nel tour dei British Lions in Nuova Zelanda per rimanere vicino alla sua famiglia, a seguito della diagnosi terminale della malattia, che invece ebbe una remissione spontanea; nel 2021 tuttavia il linfoma si ripresentò e Tom Youngs, per assistere sua moglie, ottenne dal club un permesso a tempo indeterminato che, a fine stagione, si risolse in un ritiro dall'attività agonistica dopo 98 partite da capitano, secondo in tale graduatoria solo a Martin Johnson.
Tiffany Young è deceduta l'8 giugno successivo; la coppia ha una figlia, Maisie.

## Palmarès
- Premiership: 4
Leicester: 2006-07, 2008-09, 2009-10, 2012-13
- Coppe Anglo-Gallesi: 8
Leicester: 2006-07